# Cristovao Trombin
Cristovao Trombin (* 4. Juni 1980) ist ein ehemaliger brasilianischer Fußballspieler.
Trombin begann seine Karriere bei Internacional Porto Alegre und EC São José in Brasilien, bevor er zu Lokomotive Minsk in die erste belarussische Liga wechselte und Vize-Pokalsieger wurde (0:2 im Endspiel 2003 gegen Dinamo Minsk). Über Brunei DPMM FC (Brunei) kam er 2004 zum 1. FC Pforzheim und später zum SSV Jahn Regensburg.
Von Januar bis Juni 2008 spielte er beim TSV Schwieberdingen in der Oberliga Baden-Württemberg. Anschließend wechselte er zu Calcio Montebelluna in die italienische Serie D, wo er 2011 seine aktive Laufbahn beendete.